# تپه رضالی
تپه رضالی مربوط به دوره اشکانیان است و در شهرستان کرمانشاه، بخش ماهیدشت، دهستان ماهیدشت، ۱/۸ کیلومتری شرق روستای پیر حیاتی وسطی واقع شده و این اثر در تاریخ ۷ اسفند ۱۳۸۶ با شمارهٔ ثبت ۲۱۷۵۲ به‌عنوان یکی از آثار ملی ایران به ثبت رسیده است.